# Emebet Abossa
Emebet Abossa (parfois orthographié Emebet Abosa), née le 12 septembre 1974, est une marathonienne éthiopienne. Elle a remporté la médaille d'argent aux championnats d'Afrique de marathon 1994 ainsi que sur le marathon des Jeux africains de 1995. Elle a également remporté trois fois le marathon de la Jungfrau.

## Biographie
Spécialiste de marathon, Emebet remporte sa première médaille internationale lors de la première édition des championnats d'Afrique de marathon à Abidjan en décrochant l'argent derrière sa compatriote Elfenesh Alemu. L'année suivante, aux Jeux africains à Harare, elle parvient à battre cette dernière sur le marathon. Elle est cependant battue par la Sud-Africaine Jowaine Parrott et se pare d'argent.
À la fin des années 1990, elle s'installe en Suisse, à Teufen, avec son mari Mengesha Feyisa. Le couple rejoint le club sportif local, le TV Teufen où ils deviennent entraîneurs ,.
Emebet découvre la discipline de course en montagne. Elle s'y illustre en 1999. Le 31 juillet, elle remporte le Swiss Alpine Marathon K42. Une semaine plus tard, elle rate de peu le podium à Sierre-Zinal. Après une lutte serrée avec Colette Borcard pour la troisième marche du podium, elle voit cette dernière reprende l'avantage en fin de course. Le 20 août, elle s'impose sur le marathon du Défi Val-de-Travers.
Le 12 août 2001, ell voit l'Écossaise Angela Mudge dominer la course Sierre-Zinal à allure élevée pour aller améliorer le record de plus de cinq minutes. Emebet consolide sa deuxième position et termine dix minutes derrière. Prenant un départ rapide au marathon de la Jungfrau, elle voit revenir l'orienteuse Marie-Luce Romanens au 30e kilomètre qui file vers un nouveau record du parcours. Emebet termine deuxième à seize minutes de cette dernière. Le 7 octobre, elle prend les commandes de la course Morat-Fribourg. Elle est doublée par la Moldave Valentina Enachi au neuvième kilomètre et doit se contenter de la deuxième marche du podium.
Le 6 septembre 2003, elle effectue une excellente course au marathon de la Jungfrau et remporte la victoire devant la Suissesse Carolina Reiber à un peu plus de quarante secondes du record de Marie-Luce Romanens. Sans prétendre viser la victoire à Morat-Fribourg, elle effectue une course solide et termine deuxième à une minute trente de sa jeune compatriote Zenebech Tola. Trois semaines plus tard, elle domine le marathon de Lausanne et s'impose avec plus de six minutes d'avance sur la Française Zahia Dahmani.
Le 11 septembre 2004, elle confirme son statut de favorite au marathon de la Jungfrau en défendant avec succès son titre. Le 17 octobre, elle remporte la victoire au marathon de Reims.
Elle remporte son troisième succès au marathon de la Jungfrau en 2005 en dominant les débats dès le début et en s'imposant avec près de quinze minutes d'avance sur la Polonaise Joanna Chmiel-Gront.

## Palmarès

### Route
| Année | Compétition                          | Lieu        | Place | Épreuve          | Temps           |
| ----- | ------------------------------------ | ----------- | ----- | ---------------- | --------------- |
| 1993  | Tokyo International Women's Marathon | Tokyo       | 11e   | Marathon         | 2 h 43 min 30 s |
| 1994  | Championnats d'Afrique de marathon   | Abidjan     | 2e    | Marathon         | 3 h 15 min 44 s |
| 1995  | Coupe du monde de marathon           | Athènes     | 14e   | Marathon         | 2 h 38 min 19 s |
| 1995  | Marathon d'Addis Abeba               | Addis Abeba | 3e    | Marathon         | 2 h 58 min 19 s |
| 1995  | Jeux africains                       | Harare      | 2e    | Marathon         | 3 h 1 min 53 s  |
| 1996  | Marathon de Turin                    | Turin       | 7e    | Marathon         | 2 h 40 min 30 s |
| 1997  | Marathon de Rome                     | Rome        | 4e    | Marathon         | 2 h 39 min 16 s |
| 1999  | Marathon de Normandie                | Le Havre    | 2e    | Marathon         | 2 h 40 min 41 s |
| 1999  | Marathon de Lausanne                 | Lausanne    | 5e    | Marathon         | 2 h 46 min 54 s |
| 2001  | Marathon de Rome                     | Rome        | 2e    | Marathon         | 2 h 36 min 30 s |
| 2001  | Morat-Fribourg                       | Fribourg    | 2e    | Course populaire | 1 h 4 min 18 s  |
| 2001  | Marathon de Carpi                    | Carpi       | 3e    | Marathon         | 2 h 42 min 3 s  |
| 2001  | Marathon de Lausanne                 | Lausanne    | 2e    | Marathon         | 2 h 43 min 33 s |
| 2002  | Marathon de Lausanne                 | Lausanne    | 6e    | Marathon         | 2 h 49 min 37 s |
| 2003  | Marathon de Zurich                   | Zurich      | 3e    | Marathon         | 2 h 40 min 36 s |
| 2003  | Greifenseelauf                       | Uster       | 2e    | Semi-marathon    | 1 h 16 min 47 s |
| 2003  | Morat-Fribourg                       | Fribourg    | 2e    | Course populaire | 1 h 0 min 48 s  |
| 2003  | Marathon de Lausanne                 | Lausanne    | 1re   | Marathon         | 2 h 34 min 39 s |
| 2004  | Marathon de Zurich                   | Zurich      | 3e    | Marathon         | 2 h 36 min 20 s |
| 2004  | Morat-Fribourg                       | Fribourg    | 2e    | Course populaire | 1 h 0 min 54 s  |
| 2004  | Marathon de Reims                    | Reims       | 1re   | Marathon         | 2 h 35 min 59 s |
| 2005  | Marathon de Zurich                   | Zurich      | 3e    | Marathon         | 2 h 39 min 2 s  |
| 2005  | Morat-Fribourg                       | Fribourg    | 5e    | Course populaire | 1 h 5 min 46 s  |
| 2010  | Marathon de Zurich                   | Zurich      | 3e    | Marathon         | 2 h 44 min 40 s |
| 2010  | 20 km de Lausanne                    | Lausanne    | 6e    | 20 kilomètres    | 1 h 16 min 38 s |

### Course en montagne
| no  | féminin            | Course                       | Longueur | Départ             | Temps           |
| --- | ------------------ | ---------------------------- | -------- | ------------------ | --------------- |
| 11e | Médaille d'or      | Swiss Alpine Marathon K42    | 42 km    | 31 juillet 1999    | 3 h 41 min 44 s |
| 65e | 4e                 | Sierre-Zinal                 | 31 km    | 8 août 1999        | 3 h 20 min 30 s |
| 6e  | Médaille d'or      | Défi Val-de-Travers Marathon | 42 km    | 20 août 1999       | 3 h 1 min 2 s   |
| 46e | Médaille d'argent  | Sierre-Zinal                 | 31 km    | 12 août 2001       | 3 h 7 min 14 s  |
|     | Médaille de bronze | Course du Cervin             | 14,35 km | 19 août 2001       | 1 h 18 min 44 s |
| 89e | Médaille d'argent  | Marathon de la Jungfrau      | 42,2 km  | 1er septembre 2001 | 3 h 37 min 33 s |
| 56e | Médaille d'argent  | Marathon de la Jungfrau      | 42,2 km  | 7 septembre 2002   | 3 h 35 min 54 s |
| 22e | Médaille de bronze | Swiss Alpine Marathon K42    | 42 km    | 26 juillet 2003    | 3 h 57 min 8 s  |
| 15e | Médaille d'or      | Marathon de la Jungfrau      | 42,2 km  | 6 septembre 2003   | 3 h 21 min 46 s |
| 20e | Médaille d'argent  | Marathon des Grisons         | 42,2 km  | 26 juin 2004       | 4 h 17 min 11 s |
| 28e | Médaille d'argent  | Swiss Alpine Marathon K42    | 42 km    | 31 juillet 2004    | 3 h 56 min 2 s  |
| 14e | Médaille d'or      | Marathon de la Jungfrau      | 42,2 km  | 11 septembre 2004  | 3 h 23 min 11 s |
| 23e | Médaille d'or      | Marathon de la Jungfrau      | 42,2 km  | 10 septembre 2005  | 3 h 29 min 15 s |

## Records
| Épreuve       | Performance     | Date              | Lieu       |
| ------------- | --------------- | ----------------- | ---------- |
| 5 kilomètres  | 17 min 29 s     | 13 juin 2004      | Berne      |
| 10 kilomètres | 36 min 58 s     | 9 septembre 2001  | Saint-Gall |
| 15 kilomètres | 52 min 58 s     | 20 mars 2004      | Chiètres   |
| 10 miles      | 59 min 31 s     | 10 mai 2003       | Berne      |
| Semi-marathon | 1 h 15 min 37 s | 18 septembre 2004 | Uster      |
| Marathon      | 2 h 34 min 40 s | 26 octobre 2003   | Lausanne   |